# Thomas Schnauz
Thomas Schnauz est un scénariste, producteur de télévision et réalisateur américain.

## Biographie
Thomas Schnauz fait ses études à la Tisch School of the Arts, où il rencontre Vince Gilligan. Il en sort diplômé en 1988. Il occupe divers emplois dans le domaine de la production télévisée avant de rejoindre l'équipe de scénaristes de la série X-Files pendant la 9e saison de celle-ci.
Il fait ensuite notamment partie de l'équipe de production de la série Le Diable et moi. En 2010, il retrouve Gilligan en écrivant plusieurs scénarios pour la série Breaking Bad, dont il devient coproducteur délégué. Il est nommé en 2013 pour le Primetime Emmy Award du meilleur scénario pour une série télévisée dramatique pour l'épisode Heisenberg. Il participe ensuite à la série Better Call Saul en tant que scénariste, réalisateur et coproducteur.

## Filmographie

### Scénariste
- 2001 : The Lone Gunmen : Au cœur du complot (2 épisodes)
- 2001-2002 : X-Files (série télévisée, 2 épisodes : Le Seigneur des mouches et Une vue de l'esprit)
- 2005 : Night Stalker : Le Guetteur (série télévisée, saison 1 épisode 2)
- 2007-2009 : Le Diable et moi (série télévisée, 4 épisodes)
- 2010-2013 : Breaking Bad (série télévisée, 7 épisodes)
- 2014 : Resurrection (série télévisée, saison 1 épisode 2)
- 2015 : The Man in the High Castle (série télévisée, 2 épisodes)
- 2015-2022 : Better Call Saul (série télévisée, 13 épisodes)

### Réalisateur
- 2012 : Breaking Bad (saison 5 épisode 7)
- 2015-2022 : Better Call Saul (7 épisodes)